# Iouri Matvéïévitch Sokolov
Iouri Matvéïevitch Sokolov (en russe : Юрий Матвеевич Соколов), né le 7 avril 1889 (19 avril dans le calendrier grégorien) à Nejine (gouvernement de Tchernigov), mort le 15 janvier 1941 à Kiev, est un chercheur en littérature russe et soviétique, folkloriste, ethnographe, enseignant, membre de l'Académie des sciences d'URSS.

## Biographie
Né dans la famille d'un professeur de littérature russe à l'Institut de philologie historique Bezborodko de Nejine, il est le frère jumeau de Boris Matvéïévitch Sokolov.
Comme son frère, après avoir fréquenté le lycée de garçons no 10 de Moscou, il rejoint en 1906 la faculté de philologie historique de l'Université de Moscou, et est influencé par Vsevolod Miller, chef de l'école historique de la folkloristique russe. Alors qu'ils sont encore étudiants, dans les années 1908-1909, ils sont envoyés en mission dans le gouvernement de Novgorod pour collecter du matériau folklorique et ethnographique, ce qui aboutira à la réalisation du recueil Contes et chansons du kraï de Belozersk ; la censure tsariste s'opposera toutefois à sa diffusion, en raison de son aspect social et politique.
Diplômé de l'Université en 1911, Iouri est affecté à la préparation des examens de maîtrise à la faculté. Avant la Révolution, il publie des articles sur la littérature et la pensée russes du XIXe siècle. Dès 1917, son frère et lui prennent le parti des « rouges » et participent activement aux manifestations culturelles et scientifiques du nouveau pouvoir.
Il devient enseignant du secondaire, puis de l'enseignement supérieur à Moscou, Tver, Saratov et Kiev. En 1924, il devient membre actif de l'Institut littéraire et linguistique (RANION).
Les trois expéditions menées avec son frère autour du lac Onega (1926-1928), sur les traces de Pavel Rybnikov et Aleksandr Hilferding, dans le but d'étudier les bylines épiques, ont permis de ramener un matériau folkloristique très important (387 bylines et poèmes religieux), et d'effectuer des comparaisons avec les résultats des recherches antérieures. Son frère meurt toutefois en 1930.
En 1933, il entre à l'Union des écrivains soviétiques, dans la section folkloristique mise sur pied à son initiative et avec le soutien de Maxime Gorki. En 1934, il organise le département Folklore du Musée national de littérature.
Dans une série d'articles publiés en 1937-1938, il procède à une révision radicale de ses vues antérieures sur la folkloristique, hérités de l'école historique, dont il se détourne alors. Son manuel Le Folklore russe (1938, les deux premiers volumes ayant été réalisés par son frère) a joué un grand rôle dans ce domaine d'études.
Il a été le premier à diriger la chaire de folklore d'URSS, au MIFLI (Institut moscovite de philologie, de littérature et d'histoire), de 1938 à 1941.
Devenu en 1939 membre actif de l'Académie des sciences d'Ukraine, Iouri Sokolov meurt à Kiev en 1941, dans sa 52e année, juste après avoir prononcé une allocution lors d'une séance solennelle de l'Académie ukrainienne. Il souffrait d'une angine de poitrine.
Boris Sokolov était marié à Valentina Aleksandrovna Dynnik-Sokolova.
Au cours de sa carrière scientifique, Iouri Sokolov a mené douze missions d'études, la plupart d'entre elles avec son frère Boris. Il est l'auteur de travaux théoriques sur les relations entre littérature et folklore, et sur les spécificités du folklore et de son étude. Il s'est intéressé à l'étude du folklore des peuples d'URSS. Les frères Sokolov ont donné une direction indépendante à la folkloristique soviétique et formé un grand nombre d'étudiants.

## Œuvres (en russe)
(liste non exhaustive)
- En collaboration avec Boris Matvéïévitch Sokolov :
  - Сказки и песни Белозерского края (« Contes et chansons du kraï de Belozersk ») (1915)
  - Русский фольклор (« Le folklore russe »), 1938 (les deux premiers volumes ont été réalisés par Boris Sokolov)
- En collaboration avec Mark Azadovsky et Nikolaï Andreev :
  - Contes d'Afanassiev (3 volumes), avec un article introductif de Iou. Sokolov sur la vie et l'activité scientifique de A.N. Afanassiev
- Поэзия деревни (« Poésie villageoise »), 1926
- Поп и мужик (« Le pope et le moujik », recueil de contes)
- Барин и мужик (« Le barine et le moujik », recueil de contes)
- Онежские былины (« Bylines de la région du lac Onega »), préparé par V.I. Tchitcherov sous la direction de Iou. Sokolov, publication posthume (1948).